# Oucidres
Oucidres ist ein Ort und eine ehemalige Gemeinde (Freguesia) im portugiesischen Kreis Chaves. Die Gemeinde hatte 193 Einwohner (Stand 30. Juni 2011).

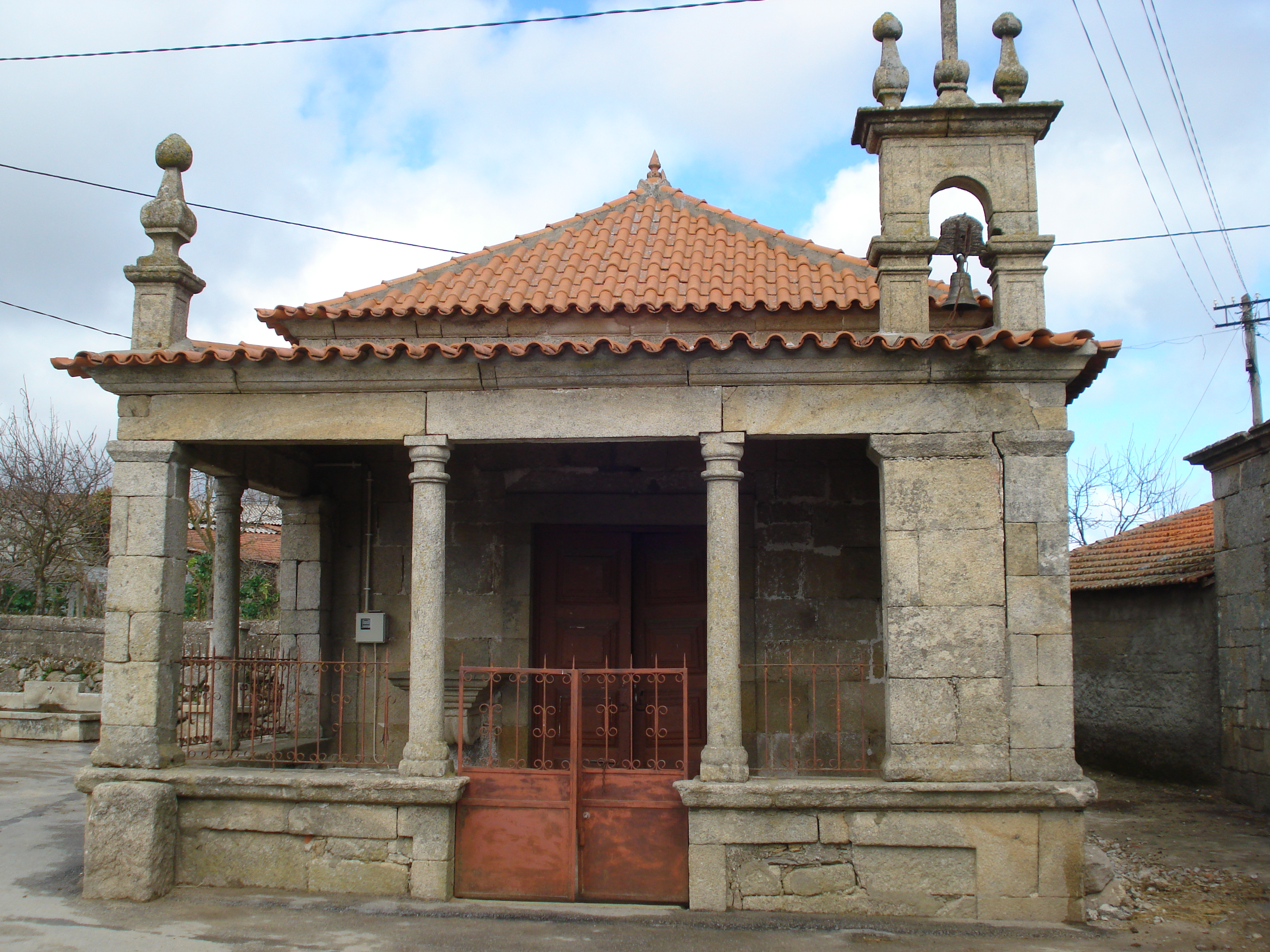
Die Capela do Larouco

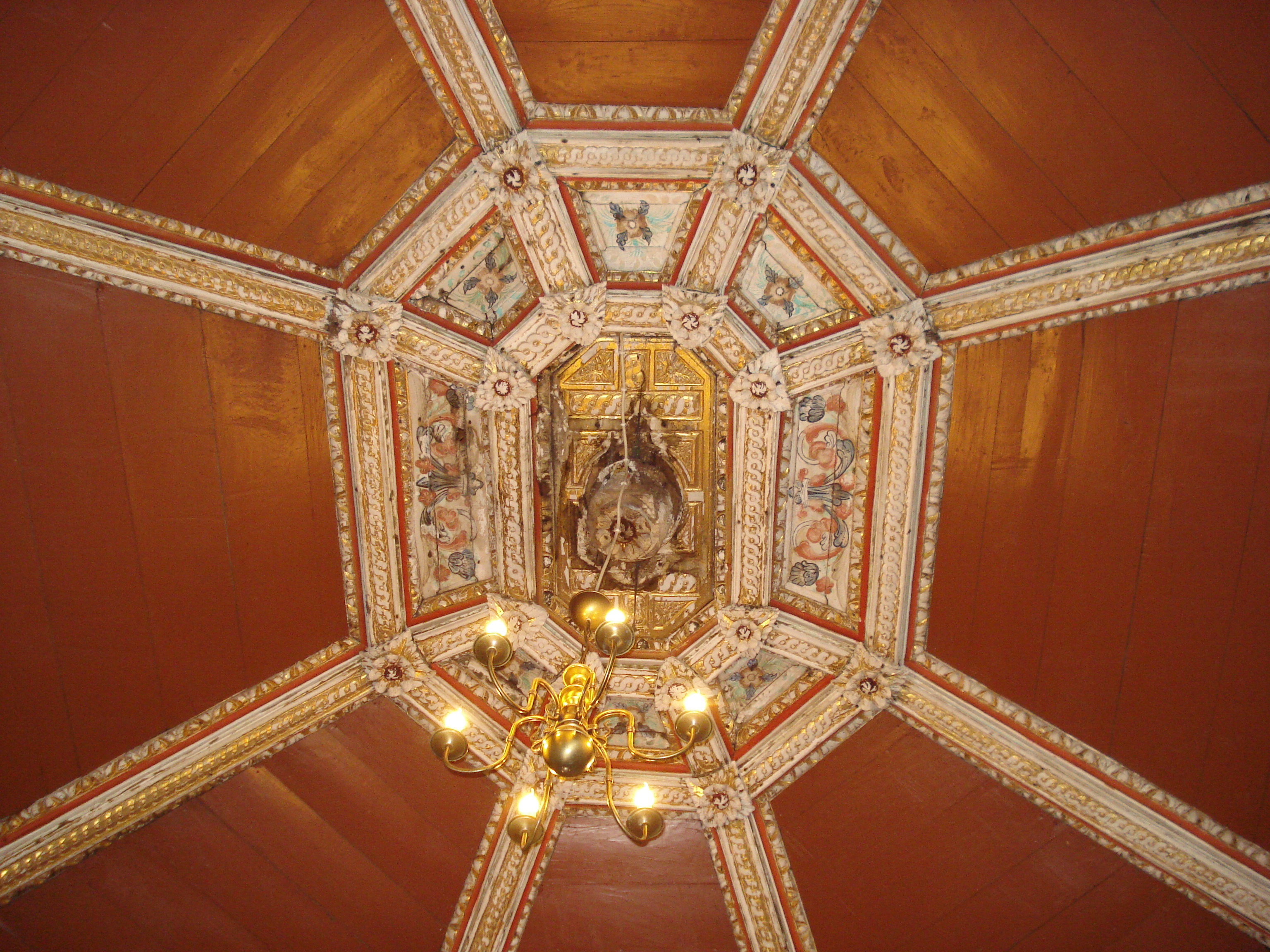
Decke der Capela do Larouco

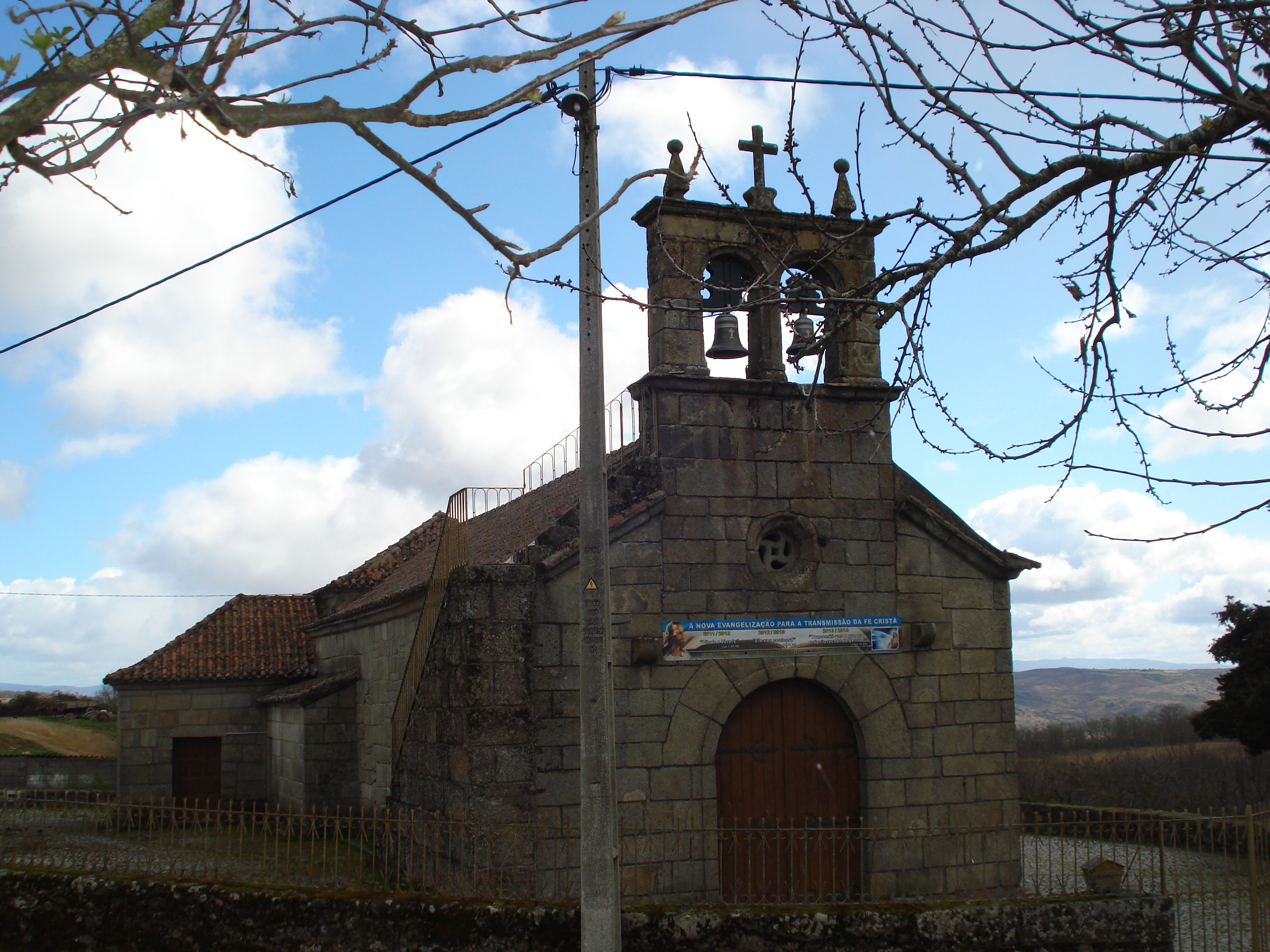
Die Kirche Igreja de Santo André

Am 29. September 2013 wurden die Gemeinden Oucidres und Bobadela zur neuen Gemeinde Planalto de Monforte (União das Freguesias de Oucidres e Bobadela) zusammengeschlossen. Oucidres ist Sitz dieser neu gebildeten Gemeinde.

## Geografie
Der Ort liegt etwa 20 km östlich der Kreisstadt Chaves.

## Kultur und Sehenswürdigkeiten
Zu den sechs denkmalgeschützten Orten der Gemeinde gehören die Santuário Rupestre de Eiras (Felsmalereien im Granitstein), die römische Brücke Ponte do Arco, und die manuelinische Kapelle Capela de Nossa Senhora da Conceição aus dem 15. Jahrhundert.